# Józef Szychowski
Józef Szychowski (ur. 5 czerwca 1890 we Lwowie, zm. 16 kwietnia 1974 we Wrocławiu) – podpułkownik administracji (saperów) Wojska Polskiego, kawaler Orderu Virtuti Militari, inżynier architekt.

## Życiorys
Urodził się 5 czerwca 1890 we Lwowie, w rodzinie Józefa i Walentyny z Jankiewiczów. Był członkiem Polskich Drużyn Strzeleckich we Lwowie. 
W czasie I wojny światowej walczył w szeregach cesarskiej i królewskiej Armii. Na stopień podporucznika został mianowany ze starszeństwem z 1 sierpnia 1916 w korpusie oficerów artylerii polowej i górskiej, a jego oddziałem macierzystym był Pułk Artylerii Polowej Nr 11.
Do Wojska Polskiego został przyjęty z byłej armii austro-węgierskiej, z zatwierdzeniem posiadanego stopnia podporucznika. W wojnie 1919–1920 porucznik 1 pułku artylerii górskiej. Rozkazem L. 1591/I.20 Dowództwa 2 Armii „otrzymał wstążkę do orderu «Virtuti Militari» i krzyż nr 239”.
Po zakończeniu działań wojennych został formalnie przeniesiony do rezerwy, pozostawiony w służbie czynnej i odkomenderowany na studia, a jego oddziałem macierzystym był nadal 1 pułk artylerii górskiej w Nowym Sączu. 8 stycznia 1924 został zatwierdzony w stopniu kapitana ze starszeństwem z 1 czerwca 1919 i 606. lokatą w korpusie oficerów rezerwy artylerii.
Ukończył studia na Wydziale Architektonicznym Politechniki Lwowskiej. 15 grudnia 1922 złożył egzamin dylomowy z ogólnym wynikiem bardzo dobrym i otrzymał stopień inżyniera architekta. 23 sierpnia 1924 został przemianowany z dniem 1 lipca 1924 na oficera zawodowego w stopniu kapitana ze starszeństwem z 1 lipca 1919 i 22. lokatą w korpusie oficerów artylerii.
18 lutego 1928 został mianowany majorem ze starszeństwem z 1 stycznia 1928 i 38. lokatą w korpusie oficerów inżynierii i saperów. W kwietniu tego roku został przeniesiony z 5 Okręgowego Szefostwa Budownictwa w Krakowie do Komisji Nadzoru Technicznego przy Departamencie Lotnictwa Ministerstwa Spraw Wojskowych z równoczesnym wyznaczeniem na stanowisko kierownika robót przy budowie lotniska w Krakowie. W kwietniu 1933 został przeniesiony z Szefostwa Budownictwa Okręgu Korpusu Nr V w Krakowie do Departamentu Budownictwa MSWojsk. w Warszawie.
Na stopień podpułkownika został awansowany ze starszeństwem z 19 marca 1938 i 2. lokatą w korpusie oficerów administracji, grupa administracyjna. W marcu 1939 pełnił służbę w Inspektoracie Obrony Powietrznej Państwa GISZ na stanowisku kierownika referatu w wydziale ogólno-organizacyjnym.
Zmarł 16 kwietnia 1974. Pochowany 20 kwietnia 1974 na Cmentarzu Osobowickim we Wrocławiu (pole 24-7 od Alei Głównej-118).

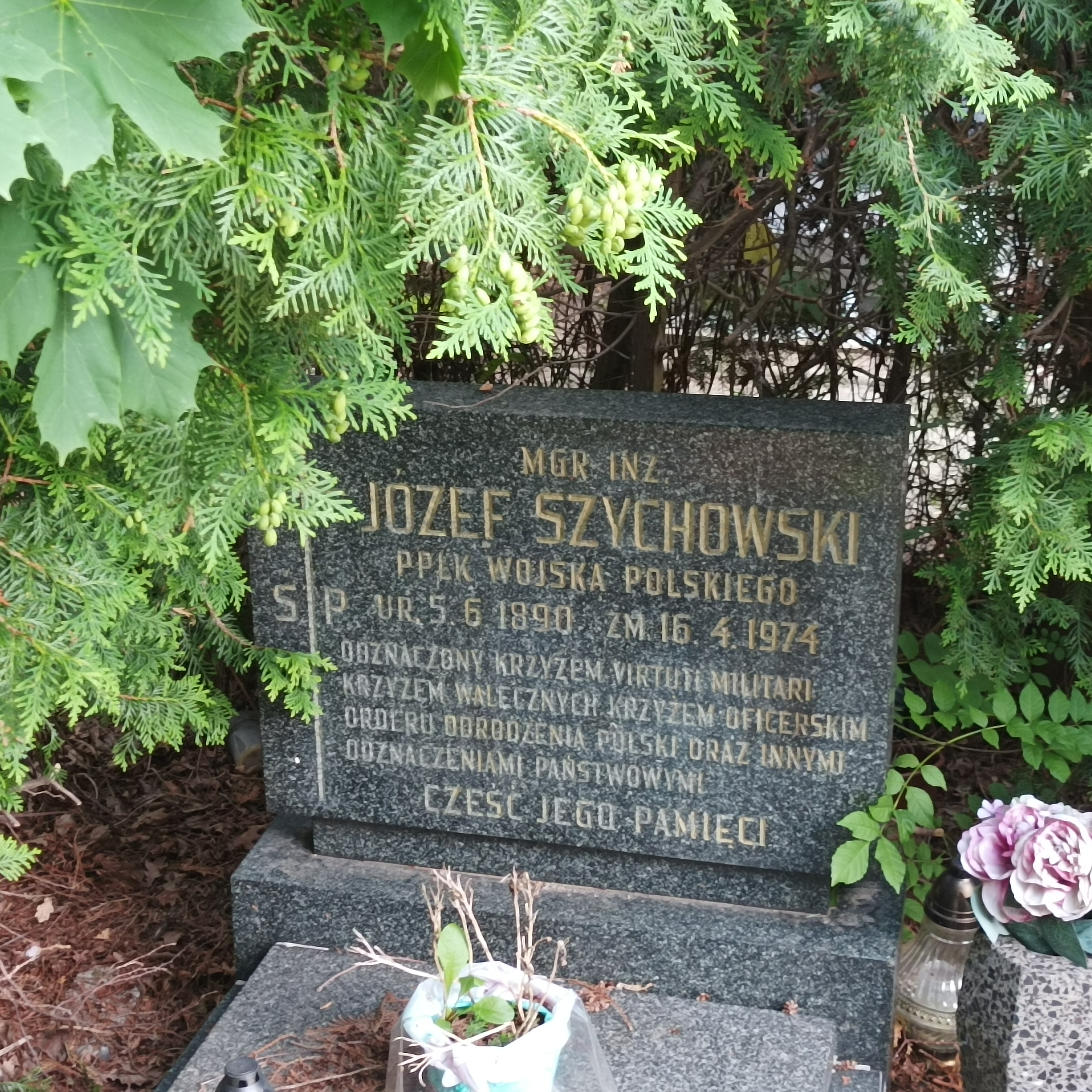
Grób ppłka Józefa Szychowskiego na Cmentarzu Osobowickim

## Ordery i odznaczenia
- Krzyż Srebrny Orderu Wojskowego Virtuti Militari nr 239[7]
- Krzyż Walecznych „za czyny męstwa i odwagi wykazane w bojach toczonych w latach 1918–1921”
- Złoty Krzyż Zasługi – 25 maja 1939 „za zasługi w służbie wojskowej”[21][18]
- Krzyż za Obronę Śląska Cieszyńskiego II klasy – 2 października 1919[22]
- Brązowy Medal Zasługi Wojskowej z mieczami na wstążce Krzyża Zasługi Wojskowej[23]
- Srebrny Medal Waleczności 2 klasy[23]
- Krzyż Wojskowy Karola[23]